# Lozère (departma)
Lozère (oznaka 48) je francoski departma, imenovan po gorskem masivu Lozère. Nahaja se v regiji Languedoc-Roussillon

## Zgodovina
Departma je bil ustanovljen v času francoske revolucije 4. marca 1790 iz dela zgodovinske province Languedoc v obsegu nekdanje škofije Gévaudan.

## Geografija
Lozère leži v severnem delu regije Languedoc-Roussillon. Na jugu meji na departma Gard, na zahodu na departma regije Jug-Pireneji Aveyron, na severu na departmaja Cantal in Zgornjo Loaro (regija Auvergne), na vzhodu pa na departma Ardèche (Rona-Alpe).